# Parisa Liljestrand
Parisa Molagholi Liljestrand (ur. 15 marca 1983) – szwedzka polityk, nauczycielka i samorządowiec, minister kultury (od 2022).

## Życiorys
Urodziła się w Iranie, gdy miała 3 lata, wraz z rodziną wyemigrowała do Szwecji. Z zawodu nauczycielka, studiowała na Uniwersytecie w Uppsali. Pracowała w wyuczonym zawodzie, była dyrektorką szkoły w miejscowości Vaxholm. Od 2002 działała w DemoEx, lokalnym ugrupowaniu w gminie Vallentuna. Później dołączyła do Umiarkowanej Partii Koalicyjnej. W 2015 powołana na funkcję przewodniczącej rady wykonawczej (burmistrza) gminy Vallentuna.
W październiku 2022 objęła urząd ministra kultury w utworzonym wówczas rządzie Ulfa Kristerssona.